# Руши Видинлиев
Рушен Видинлиев, известен като Руши Видинлиев, е български певец, актьор, автор и режисьор.

## Биография
От първи до четвърти клас учи в училището към италианското посолство в София. От малък тренира тенис и мечтата му е да стане тенисист. Още като дете има и сценични изяви. На 10-годишна възраст е приет във Фет Колидж, Шотландия, където продължава да развива интересите си в спорта и театралното изкуство. Участва активно както в спортния живот на колежа, така и във всички театрални постановки. С ролята на Грегор Самса (Metamorphosis, постановка на Стивън Беркоф, по Кафка) става част от програмата на влиятелния Единбърг Фриндж Фестивъл.
След колежа пътува и живее на различни места. Приет е в Кино академията в Ню Йорк, но избира Бристолския университет, където учи театър и кино.
Руши става популярен като певец в България през 2001 г. Дебютира на българската сцена с песента „Всичко се връща“ (която има и англоезична версия – „Taking A Breath“). За следващ сингъл е избрана песента „Away From You“, а малко след това през 2002 година излиза и първият му албум „От друга страна“. За продукцията Руши работи основно с Мага. Третият сингъл от албума е „Il Ritmo Del Mio Cuore“. Тази песен се превръща в летния хит на 2003 г.
В края на същата година Руши е готов и с втори албум – „Независим“. По песните работи с Миро Гечев, Мага, Графа и Крум Георгиев. От албума излизат три сингъла: „Instead“ (с участието на Устата), „Ти беше“ и „Хотел**“.
През пролетта на 2005 година излиза албумът „Онзи“. Тук към вече разпознаваемия, мелодичен поп на Руши се добавя и по-китарно звучене, благодарение на Георги Георгиев от Остава, Димо от P.I.F., които са нови съавтори в албума. Едноименната песен „Онзи“ е дело на Мага. Миро Гечев и Графа също участват в проекта, от който има три сингъла: „Онзи“, Things Are Simple и „Бе Ге Ти Ви“.
Последният албум на Руши е „Post Sleep“ (2008). За него той работи с Retro, алтернативно трио, което повежда музиката му в по-експериментална посока. Сингли от продукцията стават: „Go Ahead“, „Local Time“ и „Beautiful Dirt“ (включен и в саундтрака на филма на Явор Гърдев „Дзифт“).
Руши е съавтор и на много песни за други български изпълнители, в това число Мария Илиева („Думи“), Нина Николина („Вуду“) и Лора Караджова („Спуснати завеси“). Работи и по дебютните албуми на финалистите от Music Idol и X-Factor. Негови са текстовете на „За тебе песен нямам“ на Невена Цонева, „Няма място в теб“ на Тома и „Самурай“ на Жана Бергендорф.
Като актьор участва във филмите „Magma“ на режисьора Иън Гилмор, "Dalida на Джойс Бунюел, „Trade Routes“ на Джеймс Лофтус, „Double Identity“ на Денис Димстер и озвучава ролята на Родни Копърботъм, в българската версия на анимацията „Роботи“ на Крис Уедж.
През 2012 година Руши получава покана за главна роля в дебютния режисьорски проект на оператора Емил Христов. „Цветът на хамелеона“ е по сценарий на Владислав Тодоров (автор и на „Дзифт“) и е свързан с периода на социализма и периода на постсоциализма. Филмът дебютира на кинофестивала в Торонто и е избран в програмата на много световни кинофестивали, включително „New directors New films“ в Ню Йорк. За ролята си на маниакалния псевдо шпионин Батко Стаменов през 2013 година Руши получава награда за Най-добър актьор от Българската филмова академия, както и много други престижни отличия.
През 2013 г. Рушен завършва магистърска програма по късометражно кино в School of Visual Arts – Ню Йорк.
През 2018 се снима във филма „Снимка с Юки“, а през 2019 в „18% сиво“.
От 2022 г. изпълнява главната роля в сериала на bTV „Мен не ме мислете“.

## Дискография
- От друга страна (2002)
- Независим (2003)
- Непознати очи (макси-сингъл) (2003)
- Онзи (2005)
- Post Sleep (2008)
- Психо (2019)

### Сингли
- Без багаж (2023)
- Още малко (2023)
- Несъвършен (2019)
- Taking a Breath
- Всичко се връща
- Away From You (Далече от теб)
- Лъжи ме (с Карла Рахал)
- Il Ritmo del Mio Cuore
- Instead (дует с Устата)
- Ти беше
- Хотел **
- Онзи
- Things Are Simple
- BG TV (с участието на Део)
- Go Ahead
- Post Sleep
- Beautiful Dirt
- Local Time

## Филмография
Като актьор
- Magma (2006), в ролята на Джак – SciFi Pictures
- Dalida (2005), в ролята на Клаудио – Ego Productions/ France 2 FR2
- Trades Routes (2007), в ролята на Стоян – Top Form Studio
- Double Identity (2009), в ролята на Фини – Nu Image
- Роботи (2005), в ролята на Родни Копърботъм (дублаж на български)
- Цветът на хамелеона (2012), в ролята на Батко Стаменов – „Марципан“ / Танчо Данчев – Peripeteia Films
- Bubble Girl (2013), в ролята на Мат – SVA
- Снимка с Юки (2019), в ролята на Георги
- 18% сиво (2019) – Захари (Зак)
- Мен не ме мислете (2022) в ролята на Мартин Касимов